# التعليم في الدنمارك

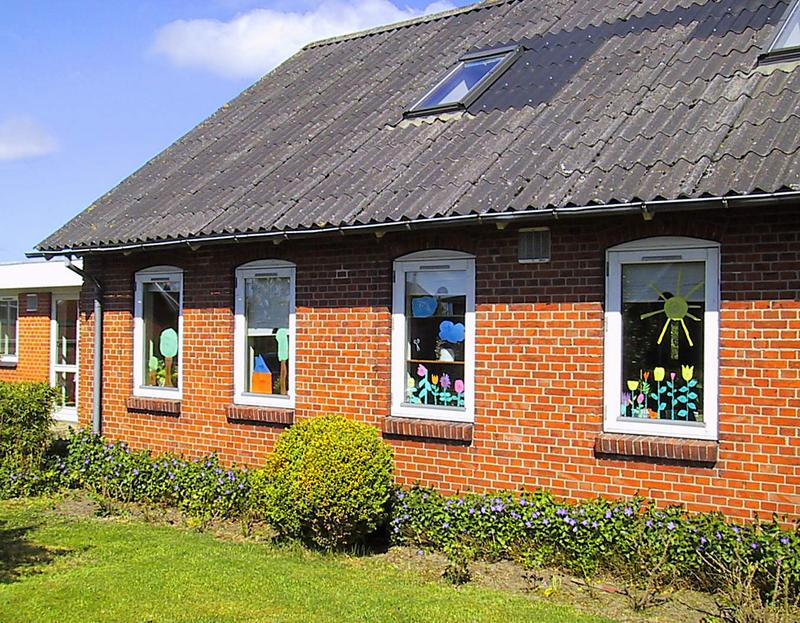

## النظام التربوي في الدنمارك

### تمهيد
الدنمارك مملكة دستورية تؤدي وظائفها ضمن الأُطر الديمقراطية.
وهذا يقتضي أن تكون السلطة التشريعية لدى الملك والبرلمان.
ولا تتمتع العائلة المالكة بسلطة سياسية، ولكنها تضطلع بالعديد من المهام التمثيلية في الدنمارك وخارجها.
تبلغ مساحة الدنمارك حوالي (43)ألف كيلومتر مربع ويعيش في الدنمارك قرابة الـ 5,2 مليون نسمة.وعلى الرغم من وجود لهجات عديدة، فإن الجميع يتحدث نفس اللغة، ألا وهي الدنمركية.
ويوجد حوالي 5% من التعداد السكاني مواطنون أجانب.
وتعتبر الكنيسة اللوثرية التبشيرية هي الكنيسة الرسمية.
ويعود إدخال الديمقراطية الدنمركية بحكم الشعب إلى عام 1849 إذ حلَّت محلَّ النظام الاستبدادي في الحكم الذي منح الملك منذ عام 1660 سلطة ونفوذاً غير عاديين.
ويعد دستور شهر يونيو عام 1849 أساس هذا التحول.حيث يشتمل الدستور على القواعد الرئيسية الخاصة بحكم وإدارة الدولة ويضمن للشعب العديد من الحقوق والحريات الأساسية.
وأهم ما يميِّز الحكم الديمقراطي الشعبي هو الانفتاح والشفافية.
ولهذا فإن جميع المناقشات داخل البرلمان مفتوحة أمام العامة، وبإمكان كل شخص الاتصال بالسياسيين وتوجيه أسئلة لهم. كما يتم وفي نفس الوقت ضبط ومراقبة وانتقاد النظام السياسي من قبل المنتخبين، ويجري ذلك من خلال وسائل الإعلام.
يتألف البرلمان الوطني، من 179 عضواً يمثلون نطاقاً واسعاً من الأحزاب السياسية.
ينتخب أعضاء البرلمان الدنمركي لمدة أربعة أعوام في المرة الواحدة.
إلا أنه بإمكان رئيس الوزراء حل البرلمان وتحديد موعد انتخابات جديدة قبل مضيِّ الأربعة أعوام تلك.
أما الحكومة فتتألَّف من وزراء ينتمون إلى حزب واحد أو أحزاب سياسية عديدة، ويرأسها رئيس للوزراء. ويجب حلُّ الحكومة أو تحديد موعد لانتخابات برلمانية جديدة، إذا لم تكن لدى غالبية أعضاء البرلمان ثقة فيها.(1)
مؤشر التعليم المنشور مع مؤشر التنمية البشرية التابع للأمم المتحدة في عام 2008 واستنادا إلى بيانات من عام 2013، يدرج الدنمارك في المرتبة 0.873 من بين أعلى المعدلات في العالم بعد أستراليا وفنلندا ونيوزيلندا.
حيث تبلغ نسبة معرفة القراءة والكتابة في الدنمارك حوالي 99٪ لكل من الرجال والنساء.
والدنمارك مقسَّمة إلى بلديات ومحافظات، لديها مجالس بلدية منتخبة بصورة مستقلة.من أجل ضمان اتخاذ أكبر عدد ممكن من القرارات على مقربة من تواجد المواطنين.
وبينما تقوم الحكومة والبرلمان من خلال القوانين بتحديد الأطر التي يجب أن يقوم المجتمع الدنمركي بوظائفه على أساسها، فإن مهمة وهدف البلديات والمحافظات تتمثل في ملأ هذه الأطر. وللدنمارك تجارة خارجية ضخمة، تبلغ الصادرات الصناعية منها ما يقارب 75% ويبلغ المنتوج الزراعي بالكاد 12%من مجمل الصادرات.
يوجد هنالك ما يصل مجموعه إلى حوالي 2,8 مليون شخص يمارسون عملاً في الدنمارك
و قد وصل معدل البطالة فيها عام 1992 إلى 11,4%(1)
المبدأ الأساسي لنظام التعليم:
إن مبدأ نظام التعليم الدنماركي هو حرية الاختيار في التعليم.حيث تؤمن الدولة فرص تعليمية للجميع، والناس أحرار في أن يختاروا أنواع التعليم البديلة سواء لأسباب تعليمية أو دينية أو سياسية أو إيديولوجية.
الرؤية الحكومية لتربية أفضل (عام 2002):
إن عمل نظام التربية بنوعية عالية هو شرط أساسي لضمان النمو والرفاهية للفرد وللمجتمع الدانمركي ككل.
وتمتلك الحكومة الدانمركية رؤيا لنظام تربوي مرن وذلك بتقديم التّربية وفصول التدريب بمستوى عالي من البراعة والقدرة.و يجب أن تكون فصول التّربية والتدريب على توافق مع الحاجة للمؤهلات لدى كل من قطاع العمل والقطاع العام وأن تأخذ بعين الاعتبار متطلبات التّلميذ ومراعاة مواهبه.
هذه هو الهدف الذي تسعى من خلاله التربية والتدريب الدنمركي إلى مجاراة الأفضل في العالم.
والشرط الأساسي لإنجاز هذا الهدف هو بذل الجهد بشكل نشط ضمن خمس مجالات:
المؤهلات والقدرات، المرونة، الابتكار، الحرية في الاختيار، وإدارة الناتج.
فالهدف على المستوي العام هو أن يكتسب كل شخص عددا من القدرات الفردية وأيضا أن يكون مستعدّا للمشاركة في المجتمع وأن تكون لديه معرفة حول قيمه الأساسية.
وبما أن المجتمع يخضع لتغيرات تقنية وثقافية سريعة لذلك فهو يدافع بشكل أساسي عن قيم مثل حرية الكلام، المساواة، التسامح والديمقراطية.(2)
وينبغي معرفة الماضي والأسس التي قامت عليها القيم للتمكن من مواجهة تحديات المستقبل.وعلى التّربية أن تطوّر التلاميذ والطلاب كأفراد مستقلين وذلك بترقية
خاصيات مثل روح المبادرة، الشجاعة، الحماس والرغبة في تعلم شيء جديد.
ومن الضرورة الحاسمة أن يكون لكل شخص قاعدة أساسية من القدرات الشّخصية والاجتماعية العامّة ويشمل ذلك الرغبة والقدرة على متابعة التعليم.
كما أنه من المهم جدا أن يكون الشخص قادرا على اكتساب قدرات جديدة ضمن مهنته الخاصة وفي مجموعة مختلفة من الاختصاصات.
و على التربية أن تمكن الفرد سواء أكان ذكر أم أنثى من تطوير إمكاناته وتقديم مساهماته في المجتمع.وبهذه الطريقة تدعم التربية الجماعة والهوية الثّقافية العامة.
وتؤكد الحكومة على علاقات التعاون الدولية والالتزامات كشرط أساسي لضمان مستقبل قطاع التربية حيث تتم الاستفادة من تجارب الدول السابقة ومن خبراتهم في البحث.
وذلك ليتمكن النظام التربوي الدنمركي من تحقيق هدفه في مجاراة أفضل أنظمة التربية في العالم.
كما أن التعاون الدولي يحقق للفرد الدنماركي الاعتراف بمؤهلاته المهنية مما يمكنه من الانتقال بحرية بين الأعمال المختلفة في الدول المختلفة.(1)
التقاليد الدراسية الدنمركية:
الدنمارك بلد يمتلك مواد خام طبيعية قليلة.ولهذا فإن الناس وما يتمتعون به من معرفة ومهارة هم ثروات وموارد البلد الأكثر أهمية.وتعد الدراسة مهمة للفرد فمع مضي الوقت تقل فرص العمل المتوفرة في المجتمع الحديث للأشخاص الذين لا يملكون مؤهلات دراسية أكثر فأكثر.
ولهذا فإن لدى جميع الناس في الدنمارك فرص كبيرة جداً من الإمكانيات للتعلُّم واكتساب المهارات ولتطوير أنفسهم على النطاق الشخصي.
فبإمكان الجميع التعلُّم طوال حياتهم. سواء في المدرسة العالية أو المدرسة المسائية، أومن خلال البرامج التعليمية في جهاز الراديو والتلفاز، أو بمتابعة دورات في أماكن العمل.
والنظام الدراسي الدنمركي مبنيٌّ على درجة عالية من الحرية والمشاركة في اتخاذ القرار. فبإمكان التلاميذ والطلبة، من الصفوف الأولى وحتى الجامعة، المشاركة في اتخاذ القرارات المتعلقة بالمدرسة وبالدراسة.و تتميَّز الدراسة نفسها باكتساب وتعلُّم المعارف الأساسية، وتبادل الأحاديث والتعاون. إذ يتعلم الأطفال من الصف الأول العمل معاً في مجموعات وحل التمارين بالتعاون فيما بينهم. (2)
وتتوفر الإمكانية للأطفال الأكبر سناً لمساعدة بعضهم البعض، ولتقديم الامتحان مثلاً في مجموعات.وفي المعاهد التعليمية العالية يعمل الطلبة غالباً في حلقات دراسية، يلتقون فيها بمنازلهم أو في المركز التعليمي لحلِّ التمارين المطلوبة منهم
كما بإمكان الطلاب في جميع المراكز التعليمية تنظيم أنفسهم في لجان علمية، ولجان دراسية أو لجان طلبة. وتتبنى هذه اللجان مصالح الطلبة على نطاق واسع، وتطالب بتوفير شروط خاصة بالمحتوى الدراسي وبجودته ونوعيته. يمكن للجميع التأثير في المحتوى الدراسي بترشيح أنفسهم للجنة الدراسية.
التمويل والمنح الدراسية الحكومية:
تدعم الدولة التعليم الخاص والبلدي ومؤسسات التدريب.حيث يقرر البرلمان كيفية توزيع التمويل الحكومي على الأنواع المختلفة للتعليم.ولا تتلقى المدارس البلدية تمويل الدولة بشكل مباشر حيث تتلقى البلديات منح غير محددة الأهداف وتقوم بتوزيع الاعتمادات على المدارس.
أما التعليم الجامعي فيمول بشكل مباشر من قبل الدولة.
والتعليم في معظم الدراسات مجاني. ولكن الطالب بحاجة إلى نقود ينفق منها ـ لشراء الكتب على سبيل المثال. ولهذا تقدم الدولة دعماً مالياً للطلاب الذين يدرسون دراسةً مصادقاً عليها، والتي تمنح الشخص الحق في الحصول على هذا الدعم. وبإمكان الإنسان الحصول على المنحة الدراسية الحكومية، والتي هي عبارة عن مبلغ شهري ثابت لا يجب عادةً استرداده. كما أن هنالك إمكانية للحصول على قرض، والذي يجب تسديده مع فوائده حين إكمال الدراسة. وتكون الفائدة منخفضة خاصة على القرض الدراسي.وتتكون المنحة السنوية الكلية من منح التدريس على أساس عدد التلاميذ ومنح للإنفاق المشترك (1)
مسؤولية التعليم والتدريب:
إن المسؤولية الرئيسية تقع على عاتق وزارة التربية والتعليم، حيث توجه التعليم ونظام التدريب خلال تشكيلة أدوات ومقاييس وذلك بإصدار القرارات والتوجيهات والتوصيات
ويختلف تقسيم المسؤولية طبقا لنوع التعليم أو مؤسسة التدريب ومستوى التعليم أو التدريب.
فمؤسسات قبل المدرسة تحت مسؤولية وزارة الشؤون الاجتماعية
أما المؤسسات الأخرى فتحت مسؤولية وزارة التربية والتعليم
و تعد البلديات مسؤولة عن المدارس الابتدائية والثانوية الرئيسية
بينما المقاطعات تكون مسؤولة عن أغلبية المدارس الثانوية العليا.
أما الجامعات والمؤسسات الأخرى للتعليم الجامعي تكون تحت إشراف الدولة.
النظام الدراسي الدنمركي
يبين الجدول التالي مراحل التعليم المختلفة تبعا للسن

## 1- التعليم قبل المدرسة
توجد عدة مؤسسات: - حضانات (ڤیگستو) للأطفال من الميلاد إلى 3 سنوات من العمر.
- حضانات (بورنهیو)للأطفال من 3 إلى 7 سنوات
-الصف التحضيري:
هنالك تعليم إلزاميٌّ ابتداء من الصف الأول وحتى التاسع. إلا أن الغالبية العظمى من الأطفال يبدأون مباشرة بالذهاب إلى الصف التحضيري في سن 5 ـ 6 سنوات.
يتمُّ في الصف التحضيري المزج ما بين اللعب والتعلُّم. يتعلم الأطفال الحروف وينشدون ويلعبون ويشتغلون بالكلمات السجعية والمتسلسلة.
والهدف من الصف التحضيري هو منح الأطفال إحساساً وإدراكاً جيداً بالحياة داخل المدرسة (2
''عنوان وصلة''== 2- المدرسة الابتدائية==
أ-المدرسة العمومية: المدرسة العمومية الدنمركية هي مدرسة جامعة.
مما يعني أنه لا يتم الفصل ما بين الأطفال خلال الأعوام الدراسية. بل يظلون متلازمين وفي نفس الفصل خلال السياق المدرسيِّ كله.تمنح المدرسة العمومية الأطفال العديد من العلوم والمعارف الأساسية كالرياضيات واللغة وفهم ومعرفة المجتمع والعلوم الطبيعية. وتعزِّز معرفة وإلمام التلاميذ بالثقافة الدنمركية وتُكْسبهم معرفة وإدراكاً بالثقافات الأخرى. كما تعزز المدرسةُ تطوُّر التلاميذ الشخصي وتحفِّز الخيال الذي يمتلكونه وتقوِّي رغبتهم في التعلُّم. ويتعلم الأطفال التعبير عن وجهات نظرهم الخاصة.
وتُتاح لهم الفرصة لتشكيل لجنة للتلاميذ، والتي يتم الاستماع إليها حينما تتخذ قرارات مهمة في المدرسة. ويتمُّ تقييم جهود التلميذ المبذولة في السنوات الدراسية الأولى شفهياً بالتشاور ما بين المعلِّمين والأبويْن.
فالعلامات والاختبارات والامتحانات الفعلية لا تواجه التلميذ في الفترة ما قبل الصف الثامن.

## التعليم الإلزامي
تغطي المدرسة الابتدائية (الإنجليزية: مدرسة الشعب) كامل فترة التعليم الإلزامي من سن 5 - 6 إلى 15 - 16 عامًا، بما في ذلك التعليم ما قبل المدرسة والتعليم الابتدائي والإعدادي. كما تُعرف السنوات الدراسية حتى سن الخامسة عشرة/السادسة عشرة باسم مدرسة فولكسكول حيث أن أي تعليم يجب أن يتناسب مع المستوى المقدم هناك. وحوالي 82٪ من الشباب يتلقون تعليمًا إضافيًا بالإضافة إلى ذلك. عادة ما يكون التعليم الذي تموله الحكومة مجانيًا ومفتوحًا للجميع. لدى الدنمارك تقاليد المدارس الخاصة حيث يذهب حوالي 15.6% من جميع الأطفال في مستوى المدارس الأساسية إلى المدارس الخاصة والتي يتم دعمها بنظام القسائم.

## -أهداف المدرسة العمومية
ترتكز المدرسة العمومية الدنمركية على قانون المدارس العمومية وتعتمد عليه كأساس لتطبيقاتها. ويتناول القانون في مقدمته أهداف المدرسة العمومية وهي:
بند 1. مهمة المدرسة العمومية هي أن تقوم بالتعاون مع عائلات الأطفال بتقوية حصيلة وثروة الطفل المعرفية، ومهاراته، وأساليب العمل لديه وقدرته التعبيريِّة، ممَّا يساهم في تطوير شخصية التلميذ من جميع الجوانب.
بند 2. يجب على المدرسة العمومية أن تعمل على خلْق مثل هذه الأُطُر ألا وهي حب المشاهدة والاستطلاع والرغبة في المشاركة والتَعَمُّق بهدف السماح للتلميذ بتطوير إدراكه لذاته، وتطوير خياله ورغبته في التعلُّم بطريقة تمنحه الثقة بقدراته الشخصية ممَّا يجعله لا يهاب إبداء رأيه والأخذ بزمام المبادرة.
بند 3. يجب على المدرسة العمومية أن تعزِّز معرفة التلاميذ بالثقافة الدنمركية وأن تساهم في فهمهم للثقافات الأخرى وفي التواصل والتفاعل مع الطبيعة. وتهيئ المدرسة العمومية التلاميذ للمشاركة في اتخاذ القرار، والمسؤولية المشتركة، والحقوق والواجبات في مجتمع يتميَّز بالحرية والديمقراطية.
ولذلك يجب على التعليم المدرسيِّ ومجمل الحياة اليومية أن تكون مبنيَّة على الحرية الفكرية، والمساواة والديمقراطية.(1)

## ب- المدارس الابتدائية الحرة
يمكن للأبوين اختيار دراسة أخرى لطفلهم غير تلك الموجودة في المدرسة العمومية، وذلك بإلحاق طفلهم بمدرسة ابتدائية حرة.
وهنا يجب أن يقوم الأبوان بدفع جزء من نفقات التعليم من مالهم الخاص. يمكن للأساسِ الفكري في المدرسة الابتدائية الحرة أن يختلف عما هو عليه الأمر في المدرسة العمومية. فيمكن أن يتعلق الأمر بآراء تربوية معينة أو باتجاه واعتقاد ديني محدد. وتقدم هذه المدارس في بعض الحالات موادا دراسية لا توجد في المدرسة العمومية. ولكن القانون يشترط بأن يكون التعليم في المدارس الابتدائية الحرة مساوياً للتعليم في المدرسة العمومية. أي يجب أن يُكسب الأطفال معرفةً باللغة الدنمركية، وإلماماً علمياً وفهماً للمجتمع وعلى نفس المستوى كالمدرسة العمومية.(1)
-كلفة المدارس الابتدائية والثانوية الدنيا: في عام 2003 وصل معدل كلفة كل تلميذ في المدرسة الابتدائية العامة والثانوية الدنيا إلى 63الف (NOK)
وبالمقارنة مع عام 2002 هناك زيادة بمقدار 4ألاف (NOK) من الكلفة الكلية للتلميذ.
وقد تم صرف حوالي 80% على التعليم.و 20 % تم انفاقه على الابنية والنقل.(2)

## 3- بعد المدرسة الابتدائية
توجد في الدنمارك دراسات عديدة ودورات للذين أكملوا دراستهم في الصف التاسع والعاشر في المدرسة الابتدائية. العديد منها للشبيبة فقط، وأخرى للفئات العمرية الأكبر سناً أيضاً.منها:
أ- الدراسات الثانوية: تستغرق الدراسات الثانوية من عامين إلى ثلاثة أعوام وتؤهِّل الشخص للتعليم العالي.تشمل الدراسات الثانوية العمومية:
- المدرسة الثانوية ويستغرق التعليم فيها ثلاث سنوات أو دورات تعليم ثانوي تستغرق عاميْن أو ثلاثة. ويختم كلٌّ منها بامتحان الشهادة الثانوية.
-الامتحان التجهيزي العالي والذي تستمر الدراسة فيه لمدة عامين.
- التعليم الثانوي المهني، والذي يستغرق عامين أو ثلاثة أعوام.
ويشمل الامتحان التقني العالي والامتحان التجاري العالي.
وتؤهل هذه الشهادات الشخص للدخول إلى سوق العمل ولإكمال دراسته.

## ب- الدراسات المهنية والشبابية
هنالك العديد من الدورات والدراسات الشبابية التي يمكن أن يتقدَّم للالتحاق بها الشباب الذين اجتازوا امتحان الصف التاسع والعاشر النهائي وكبار السنِّ أيضاً.
ج- دراسات مهنية تستمر 3 ـ 4 سنوات: يمكن للإنسان الاختيار بين عدد يكاد يصل إلى مائة دراسة مهنية مختلفة، والتي تستغرق ما بين ثلاث إلى أربع سنوات.
وتشتمل هذه الدراسات على تعليم مدرسي وتطبيق مهني في إحدى الشركات.
وتؤهِّل الشخص للقيام بالعديد من الأعمال في مجالات العمل التجاري والمكتبي والمجال المالي والبناء والإنشاء والحديد والمعادن، وفن الطباعة والنقل والزراعة.
د-دراسات اجتماعية صحية مدتها عامان: بإمكان الإنسان أيضاً اختيار الدراسة الصحية الاجتماعية والتي تستغرق عامين.
وتؤهل الدراسة هذه الشخص للعمل كمساعد صحي اجتماعي أو كعامل صحي اجتماعي.
ه- مدارس صناعية: بإمكان الشباب ما دون سن 25 عاماً الالتحاق بواحدة من بين مئات المدارس الصناعية المنتشرة في جميع أرجاء البلاد، والتي يتم المزج فيها ما بين التعليم وصناعة المنتجات المختلفة.
- التطبيق الدراسي: تتألف الكثير من الدراسات الشبابية من التعليم النظري والتطبيق الدراسي في مكان عمل ما.
ويجب أن يقوم الإنسان بنفسه بتدبير مكان تدريب مصادق عليه، وطالما كان الإنسان في فترة التطبيق الدراسي فإنه يحصل على راتب تطبيقي ويكون هذا الراتب أعلى من المنحة الدراسية الحكومية، ولكنه أقل من الراتب العادي.(1)

## 4- التعليم العالي
ينقسم التعليم العالي إلى ثلاثة أنواع

## 1-التعليم العالي القصير المدى
والذي يستغرق عامين اثنين.
ويمكن للإنسان أن يصبح محضِّراً في المختبر أو اقتصادي سوق، أو كهربائياً أو عاملاً فنيا

## 2- التعليم العالي المتوسط المدى
والذي يستغرق من ثلاث إلى أربع سنوات.
ويمكن للشخص أن يصبح هنا مدرساً، أو مربيا أو ممرضاً أو مرشداً اجتماعيا.(2)

## 3- التعليم العالي الطويل المدى
والذي تجري الدراسة فيه في الجامعة أو المعاهد التعليمية العالية. ويمكن للإنسان هنا أن يصبح على سبيل المثالِ طبيباً، أو مهندساً.
ويمكن إكمال الدراسات الجامعية بالعمل كمُعيد في الجامعة. وهي دراسة يتلقَّى الإنسان فيها راتبا ويعمل كباحث وكأستاذ لفترة تقارب الثلاث سنوات.
- شروط القبول: تقرِّر وزارة التعليم سنوياً عدد الطلبة الذين يمكن قبولهم في الدراسات المختلفة. وانطلاقا منه تحدِّدُ شروط القبول لكل دراسة.
يمكن أن تكون الشروط هي العلامات التي حصل عليها الشخص في الامتحان التأهيلي، وما كان يعمله الإنسان سابقاً. وتؤخذ هنا في الاعتبار مثلاً الخبرة المهنية والسفريات والدراسات السابقة.وتوجد في بعض الدراسات امتحانات قبول. وهو الأمر الذي يشمل عادةً الدراسات الأكثر إبداعية أو المهن الفنية كالممثل ومخرج الأفلام والصحفي والمصمم.
ولا توجد رسوم تسجيل في التعليم الجامعي ويتم دعم الطالب من خلال المنح والقروض لتغطية تكاليف المعيشة وشراء الكتب وأدوات التعليم الأخرى.
- السنة الدراسية: تقسم السنة الدراسية عادة إلى فصلين دراسيين
الفصل الأول من أيلول إلى كانون الأول
الفصل الثاني من شباط إلى أيار
ولدى الطلبة إجازة أسبوع في أكتوبر في عيد الميلاد وعيد الفصح.
- التقييم: يتم التقييم من خلال الامتحانات
ويعبر عن التقييم بالعلامات المعطاة طبقا لمقياس ذو 13 نقطة: (10-13 ممتاز، 7-9 جيد،6 مقبول،0-5 سيئ)(1)
5-التعليم العمومي للبالغين:
التعليم العمومي للبالغين عرض لجميع الأشخاص الذين تجاوزت أعمارهم 18 عاماً.
هذه الدراسة لا تؤدي بالشخص مباشرة إلى عمل محدد أو إلى مجال علمي معين، ولكنها تمنح البالغين فرصةً لإضافة شيء لتعليمهم المدرسي أو جعله مواكباً لما تفرضه حيثيات الواقع الجديدة، وهذا في نطاق المواد الدراسية العامة.
كالرياضيات، واللغة الإنجليزية، والعلوم الطبيعية، والفلسفة، وعلم النفس، واللغة الدنمركية كلغة ثانية، والكومبيوتر والمواد الاجتماعية.(2)
يمكن اختتام الدراسة باختبار/امتحان يعادل مثيله في الصف التاسع والعاشر أو بمستوى الامتحان التجهيزي العالي. ويجري التعليم في مركز تعليم البالغين.
وإما أن يكون تعليماً نهارياً أو مسائياً.
وتبدأ الدورات في أوقات عدة خلال السنة بحيث يتمكن الشخص الراغب بهذا التعليم من اختيار أكثر الأوقات ملائمة له.(1)

## رعاية الأطفال في الدنمارك
ثمانون بالمائة من الأطفال الدانمركيين ممن تتراوح أعمارهم بين الستة أشهر والتسع سنوات يكون لديهم مكان في مركز عام مدعوم للعناية اليومية.
ويمكن أن تقدم الإدارة المحلية مساعدة مالية للوالدين في الفترة التي يكون فيها عمر اطفالهم يتراوح بين 24 اسبوع وحتى السن الذي يدخل فيه الطفل عادة إلى الروضة وذلك بغرض استخدام خطة عناية خاصة أو في حال رغبة الوالدين بعناية اطفالهم بانفسم دون اللجوء إلى مؤسسات الرعاية اليومية.
ويكون هناك عناية خاصة بالأطفال المعاقين جسديا أو عقليا.
تخصص الإدارة المحلية أماكن في مراكز عنايتها اليومية طبقا للأقدمية، ولكن يمكن تخطي هذا المبدا في حال وجود طفل لديه أمور اجتماعية وتعليمية خاصة تتطلب مكانا في مراكز الراعية اليومية.
يدفع الاهل 30% من نفقة الميزانية.
ويكون هناك خصم لمن لديه أكثر من طفل.
كما يتم منح إعفاء كلي أو جزئي من الدفع لمن لديه ظروف مالية أو اجتماعية أو حاجة للرعاية
وتضمن الهيئة المحلية تامين مكان لكل طفل في مراكز العناية اليومية وقد تزيد نسبة مساهمة الأهل في الإنفاق لتصل إلى 33 %(2)
وقد التحق في الأول من أكتوبر عام 2003 حوالي 132 ألف طفل في مراكز العناية اليومية العامة أو الخاصة بأطفال المدارس.
وكان أغلبية الأطفال بعمر 6-9 سنوات وامضوا حوالي 15 ساعة اسبوعيا.(3)

## أشكال متعددة للرعاية اليومية
وسائل الرعاية اليومية	المحتوى
Crèchesكريتشز	للأطفال الذين تتراوح أعمارهم بين الستة أشهر وثلاثة أعوام وهي متوفرة في الدرجة الأولى في المدن والبلدات
الهيئة المحلية للرعاية الفكرية للطفل
childminding	تضم الأطفال من عمر 6 أشهر وحتى الثلاث سنوات وتتم العناية بهم في منزل خاص للرعاية الفكرية وتتولى الهيئة المحلية اختيار هذه المنازل ودفع أجورها.كما تحدد الأطفال الذين ينبغي أن يكونوا في بيوت فردية
روضة أطفال
Kindergartens
للأطفال من عمر 3 إلى 6 سنوات وهي متوفرة في المدينة والريف
مراكز بعد المدرسة
After-school centres	للأطفال من عمر 6 إلى 10 سنوات
حيث أسست العديد من المدارس وسائل رعاية يومية لكل مجموعة عمرية

## مؤسسات دمج العمر
Age-integrated institutions
تهتم بالأطفال من عمر 6 أشهر وحتى 6 سنوات

## خطط مشتركة
Pool schemes	يتم تأسيسها بشكل شخصي غالبا من قبل مجموعة من الأهالي الذين يعقدون اتفاقا مع الهيئة المحلية مقابل إعانة مالية
نوادي الفتيان
Youth clubs	وسيلة للأطفال الأكبر سنّا والمراهقين لغرض خلق النّشاطات وحياة اجتماعية لتشجيع الاستقلال والمقدرة ليكونوا جزء من الجماعة
-أشكال الرعاية اليومية للاطفال: توجد اشكال متعددة لرعاية الطفل يبينها الشكل التالي

## اقرأ أيضا
- التعليم في السويد
- التعليم في النرويج
- التعليم في الدول الإسكندنافية